# Smilovický rybník
Smilovický rybník je rybník o rozloze asi 1,2 ha, zhruba obdélníkového tvaru, nalézající se na severovýchodním okraji obce Smilovice v okrese Mladá Boleslav. 
Je využíván pro sportovní rybolov.

## Galerie

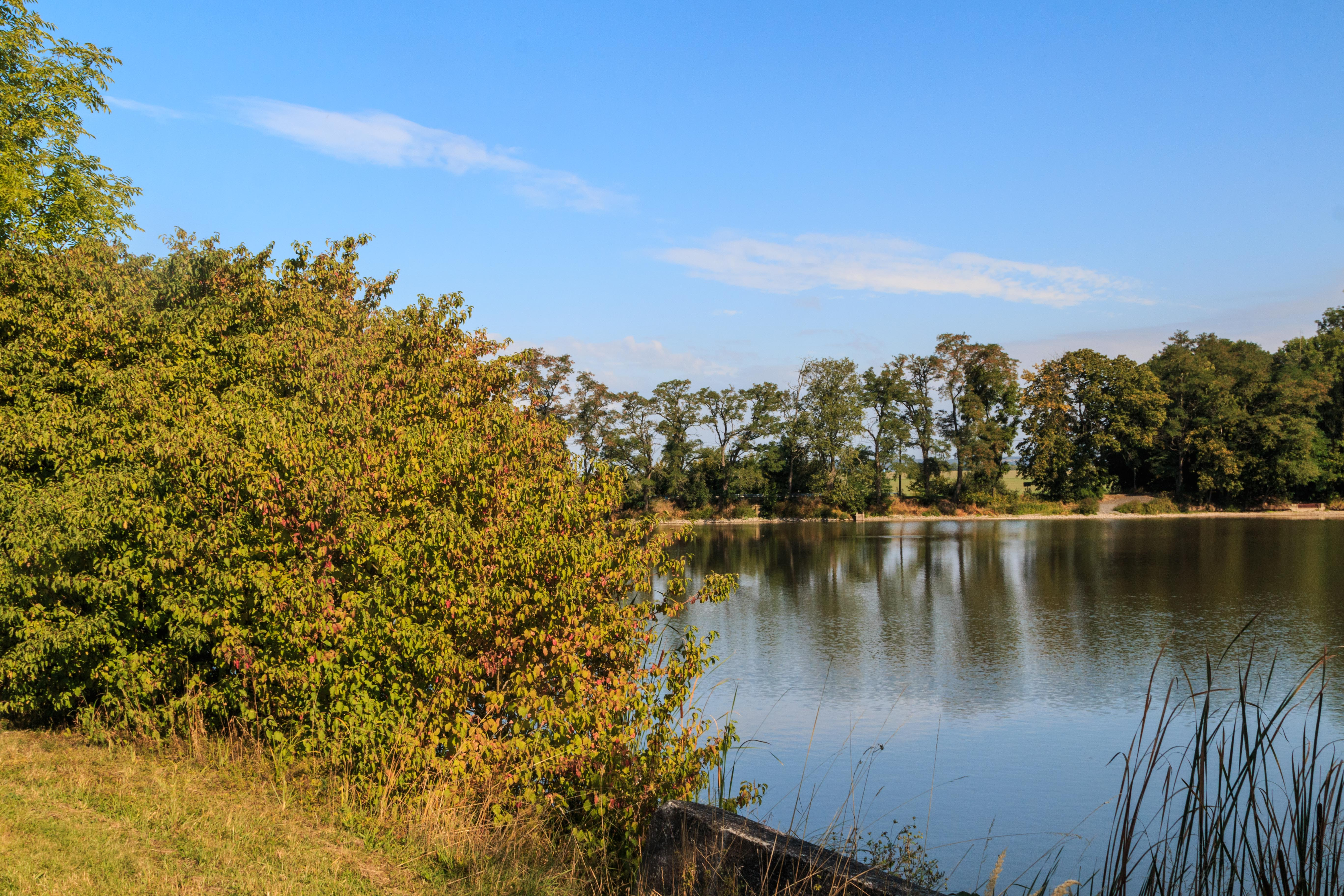
Pohled na Smilovický rybník
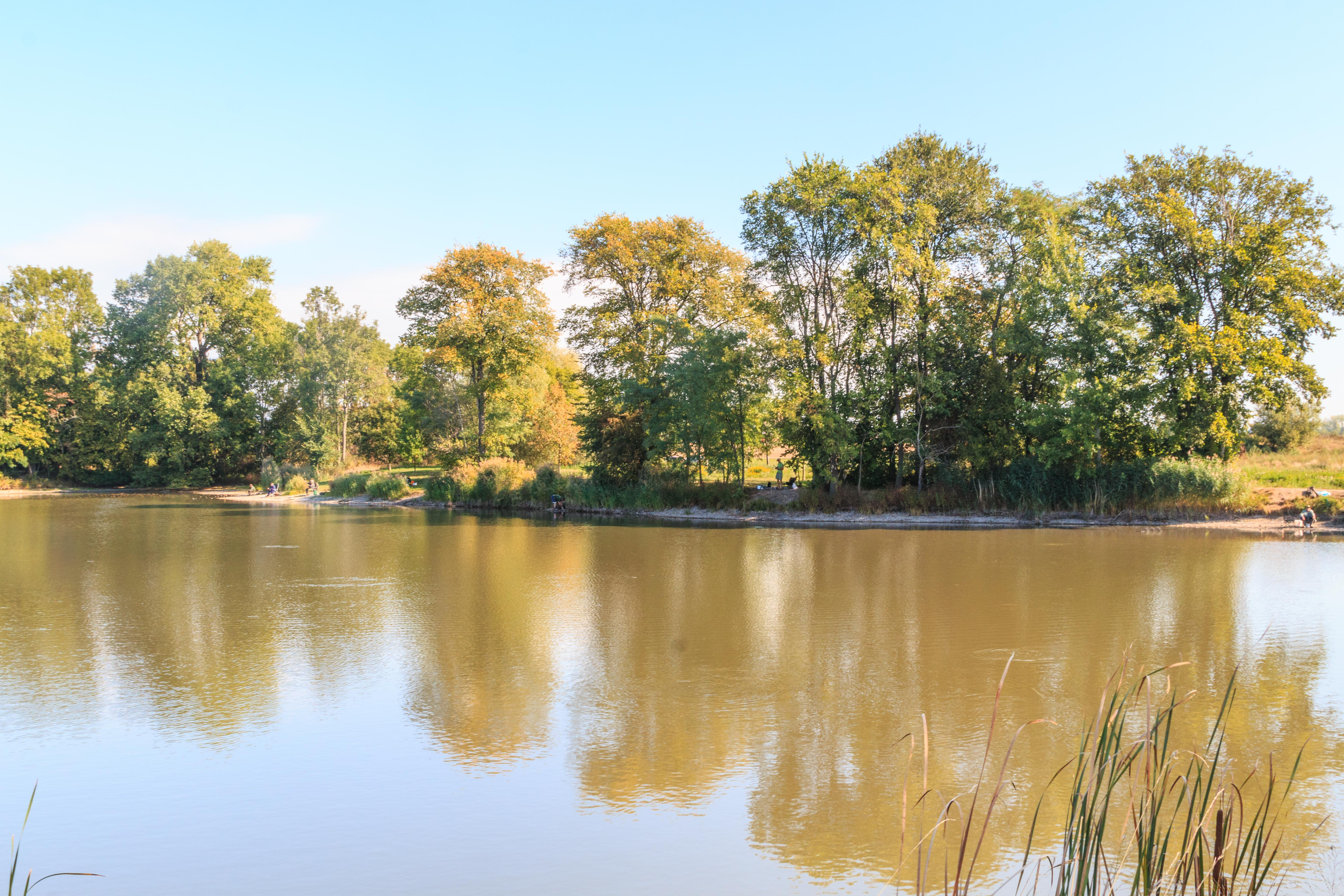
Pohled na Smilovický rybník
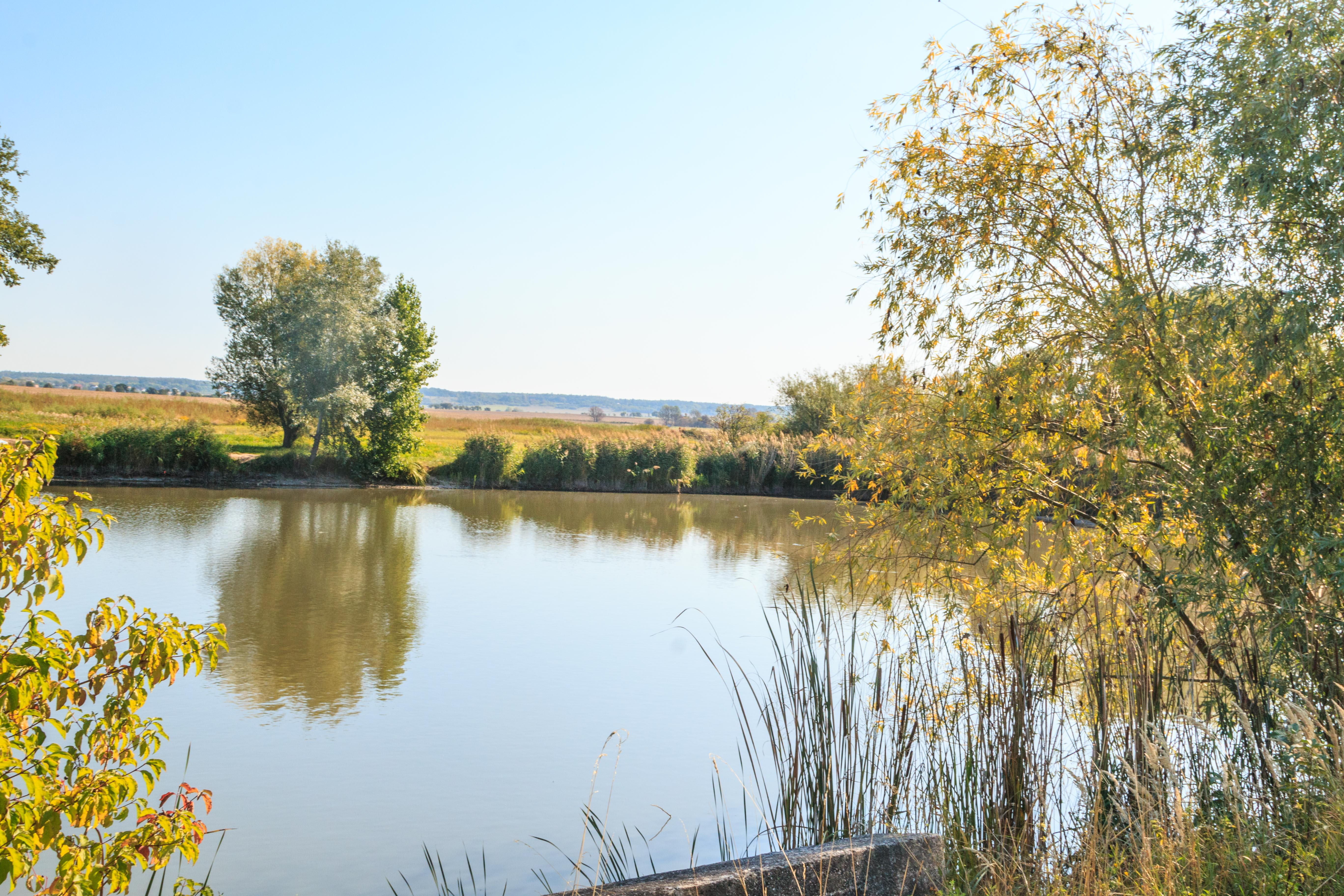
Pohled na Smilovický rybník
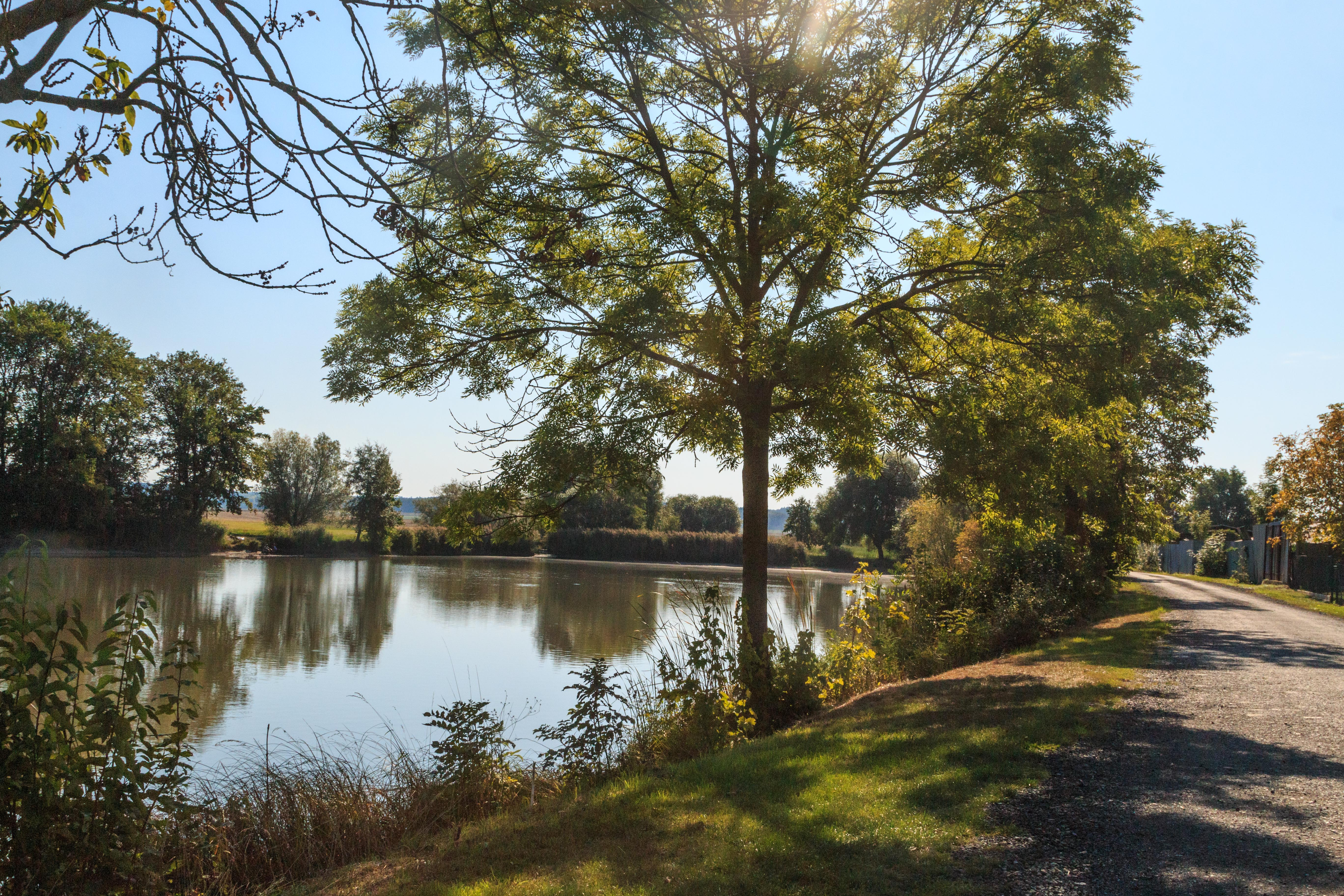
Pohled na Smilovický rybník
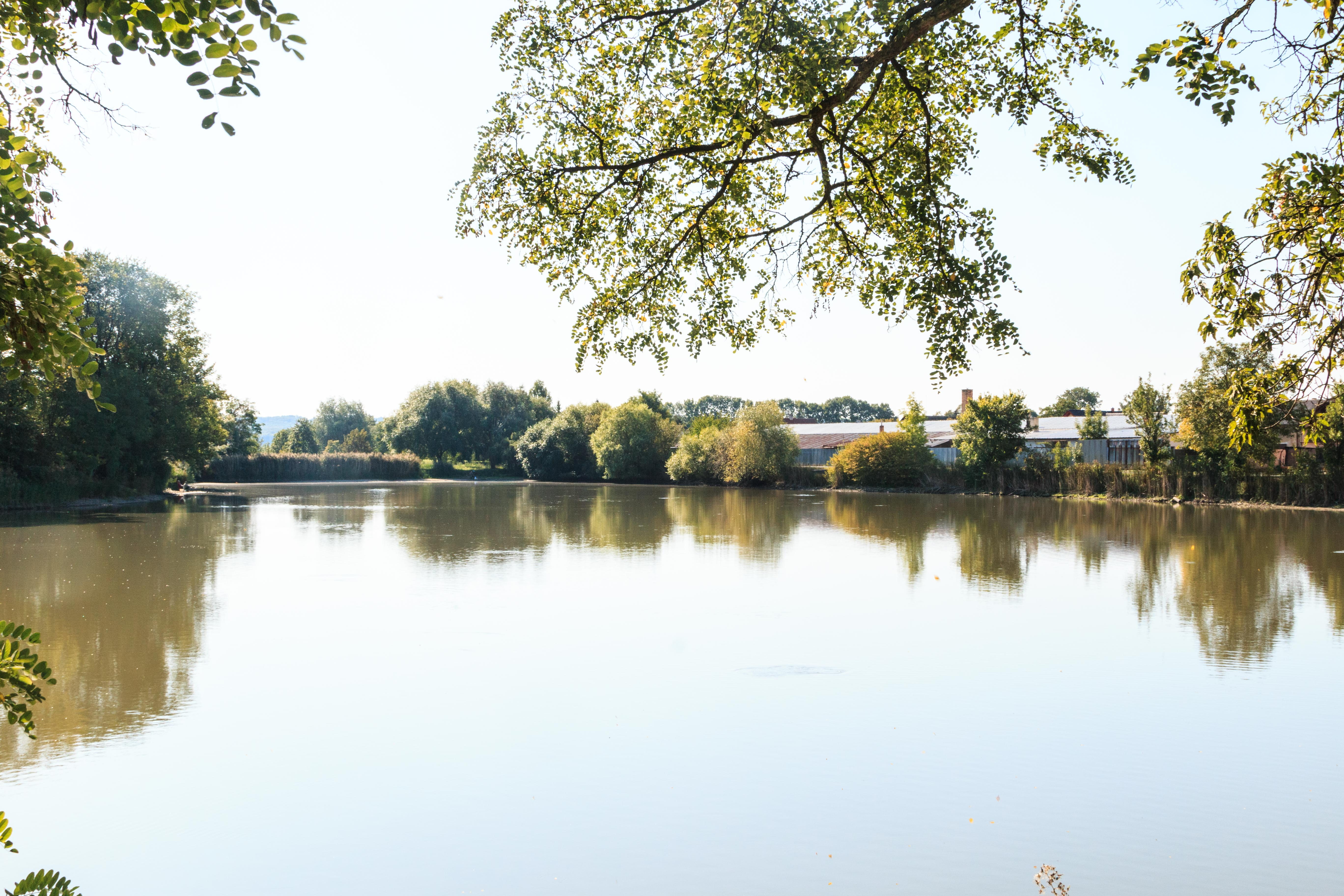
Pohled na Smilovický rybník